# Donja Jajina
Donja Jajina (em cirílico: Доња Јајина) é uma vila da Sérvia localizada no município de Leskovac, pertencente ao distrito de Jablanica, na região de Jablanica. A sua população era de 1247 habitantes segundo o censo de 2002.

## Demografia
| 1948 | 1953 | 1961 | 1971  | 1981  | 1991  | 2002  | 2011  |
| ---- | ---- | ---- | ----- | ----- | ----- | ----- | ----- |
| 739  | 800  | 897  | 1 187 | 1 264 | 1 333 | 1 338 | 1 247 |